# Parada de Gonta
Parada de Gonta es una freguesia portuguesa del concelho de Tondela, con 7,12 km² de superficie y 812 habitantes (2001). Su densidad de población es de 114,0 hab/km².